# Braganey
Braganey ist ein brasilianisches Munizip im Westen des Bundesstaats Paraná. Es hat 4.854 Einwohner (2022), die sich Braganenser nennen. Seine Fläche beträgt 343 km². Es liegt 641 Meter über dem Meeresspiegel.

## Etymologie
Der Ortsname wurde zu Ehren von Ney Aminthas de Barro Braga gewählt. Braga war von 1961 bis 1965 zur Zeit des Estado Novo Gouverneur des Bundesstaates Paraná und  noch einmal 1979 bis 1982 gegen Ende der Militärdiktatur. Der Ortsname ergibt sich aus der Verbindung des Nachnamens Braga mit dem Vornamen Ney. Mit diesem Trick wurde das Gesetz umgangen, das die Verwendung des Namens lebender Personen für öffentliche Orte und öffentliches Eigentum verbietet.

## Geschichte

### Besiedlung
Angezogen von der Fruchtbarkeit des Bodens kamen um 1950 Auswanderer hauptsächlich aus Santa Catarina in die Gegend von Braganey. Die Pionierfamilie von Joaquim Correa und andere nachfolgende Siedler ließen sich zunächst an den Ufern des Rio Tigre, der heute Rio Novais heißt, nieder. Sie begannen mit der Abholzung des Waldes für die Besiedlung des Ortes und den Anbau von Nutzpflanzen wie Mais, Weizen, Reis oder Bohnen zum Eigenverbrauch sowie von Kaffee. Izidoro Primo Frare begnügte sich nicht mit der einige Jahre zuvor erfolgten Kolonisierung des Gebiets am Rio Tigre in Corbélia. 1960 schloss er sich mit den Familien Joaquim Correa und Pedro Pereira de Godoy zusammen, um ein neues Kolonisierungsprojekt zu starten. Es sollten landwirtschaftliche und städtische Grundstücke verkauft und eine Straße angelegt werden. Diese Bemühungen führten zur Gründung der Stadt Braganey.

### Erhebung zum Munizip
Braganey wurde durch das Staatsgesetz Nr. 1 vom 3. Mai 1982 aus Corbélia ausgegliedert und in den Rang eines Munizips erhoben. Es wurde am 1. Februar 1983 als Munizip installiert.

## Geografie

### Fläche und Lage
Braganey liegt auf dem Terceiro Planalto Paranaense (der Dritten oder Guarapuava-Hochebene von Paraná). Seine Fläche beträgt 343 km². Es liegt auf einer Höhe von 641 Metern.

### Vegetation
Das Biom von Braganey ist Mata Atlântica.

### Klima
Das Klima ist gemäßigt warm. Es werden hohe Niederschlagsmengen verzeichnet (1768 mm pro Jahr). Im Jahresdurchschnitt liegt die Temperatur bei 20,2 °C. Die Klimaklassifikation nach Köppen und Geiger lautet Cfa.

### Gewässer
Braganey liegt im Einzugsgebiet des Rio Piquiri, der das Munizip im Norden begrenzt. Seine linken Nebenflüsse Rio Sapucaia und Córrego Taquaruçu bilden die westliche Grenze des Munizips. Im Osten wird es vom Rio Tourinho begrenzt.

### Straßen
Braganey ist über die PR-474 mit Campo Bonito im Süden und mit Iguatu im Norden verbunden verbunden. Über die PR-573 kommt man im Westen nach Corbélia und zur BR-369 zwischen Cascavel und Maringá.

### Nachbarmunizipien
|          | Iguatu                                      | Ubiratã und Campina da Lagoa |
| Corbélia | Kompassrose, die auf Nachbargemeinden zeigt |                              |
| Cascavel |                                             | Campo Bonito                 |

## Stadtverwaltung
Bürgermeister: Odair Guerreiro Oliveira, PSDB (2021–2024)
Vizebürgermeister: Valdir Zielinski, PSC (2021–2024)

## Demografie

### Bevölkerungsentwicklung
| Jahr | Einwohner | Stadt | Land |
| ---- | --------- | ----- | ---- |
| 1991 | 8.069     | 37 %  | 63 % |
| 2000 | 6.191     | 45 %  | 55 % |
| 2010 | 5.735     | 60 %  | 40 % |
| 2022 | 4.854     |       |      |

Quelle: IBGE, bis 2010: Volkszählungen und Volkszählung 2022

### Ethnische Zusammensetzung
| Gruppe * | 1991    | 2000    | 2010    | wer sich als …                                                                   |
| --- | ------- | ------- | ------- | -------------------------------------------------------------------------------- |
| Weiße | 72,5 %  | 75,8 %  | 69,3 %  | weiß bezeichnet                                                                  |
| Schwarze | 3,4 %   | 2,3 %   | 2,3 %   | schwarz bezeichnet                                                               |
| Gelbe | 0,1 %   | 0,7 %   | 0,7 %   | von fernöstlicher Herkunft wie japanisch, chinesisch, koreanisch etc. bezeichnet |
| Braune | 24,0 %  | 20,0 %  | 27,6 %  | braun oder als Mischung aus mehreren Gruppen bezeichnet                          |
| Indigene | 0,1 %   | 1,1 %   | 0,1 %   | Ureinwohner oder Indio bezeichnet                                                |
| ohne Angabe | 0,0 %   | 0,1 %   | 0,0 %   |                                                                                  |
| Gesamt | 100,0 % | 100,0 % | 100,0 % |                                                                                  |
| *) Das IBGE verwendet für Volkszählungen ausschließlich diese fünf Gruppen. Es verzichtet bewusst auf Erläuterungen. Die Zugehörigkeit wird vom Einwohner selbst festgelegt. |         |         |         |                                                                                  |

Quelle: IBGE (Stand: 1991, 2000 und 2010)

## Wirtschaft

### Kennzahlen
Mit einem Bruttoinlandsprodukt pro Einwohner von 32.591,03 R$ (rund 7.200 €) lag Braganey 2019 an 151. Stelle der 399 Munizipien Paranás.
Sein hoher Index der menschlichen Entwicklung von 0,701 (2010) setzte es auf den 227. Platz der paranaischen Munizipien.

## Persönlichkeiten
- Reginei José Modolo (* 1975), römisch-katholischer Geistlicher und Weihbischof in Curitiba